# Óli Johannesen
Óli Johannesen (Leirvík, 1972. május 6. –) feröeri labdarúgó, a TB Tvøroyri hátvédje. 83 válogatottságával a Feröeri labdarúgó-válogatott csúcstartója.

## Pályafutása
Pályafutásának nagy részét a TB Tvøroyri csapatánál töltötte, de néhány szezont dán csapatoknál is játszott. Az utóbbi években a feröeri másodosztályban szerepelt a TB-vel.
A válogatottban 1992-ben, egy Izrael elleni barátságos mérkőzésen mutatkozott be. Azóta összesen 83-szor szerepelt a válogatottban (utoljára 2007-ben), ezzel abszolút csúcstartó Feröeren.

## Eredmények

### Válogatott gólok
| # | Dátum             | Helyszín     | Ellenfél   | Gól | Eredmény | Verseny    |
| - | ----------------- | ------------ | ---------- | --- | -------- | ---------- |
| 1 | 1993. április 25. | Pyla, Ciprus | Észtország | 1-1 | 2-2      | barátságos |

## Fordítás
- Ez a szócikk részben vagy egészben az Óli Johannesen című angol Wikipédia-szócikk ezen változatának fordításán alapul.  Az eredeti cikk szerkesztőit annak laptörténete sorolja fel. Ez a jelzés csupán a megfogalmazás eredetét és a szerzői jogokat jelzi, nem szolgál a cikkben szereplő információk forrásmegjelöléseként.